# A legdrágább átigazolások listája a női labdarúgásban

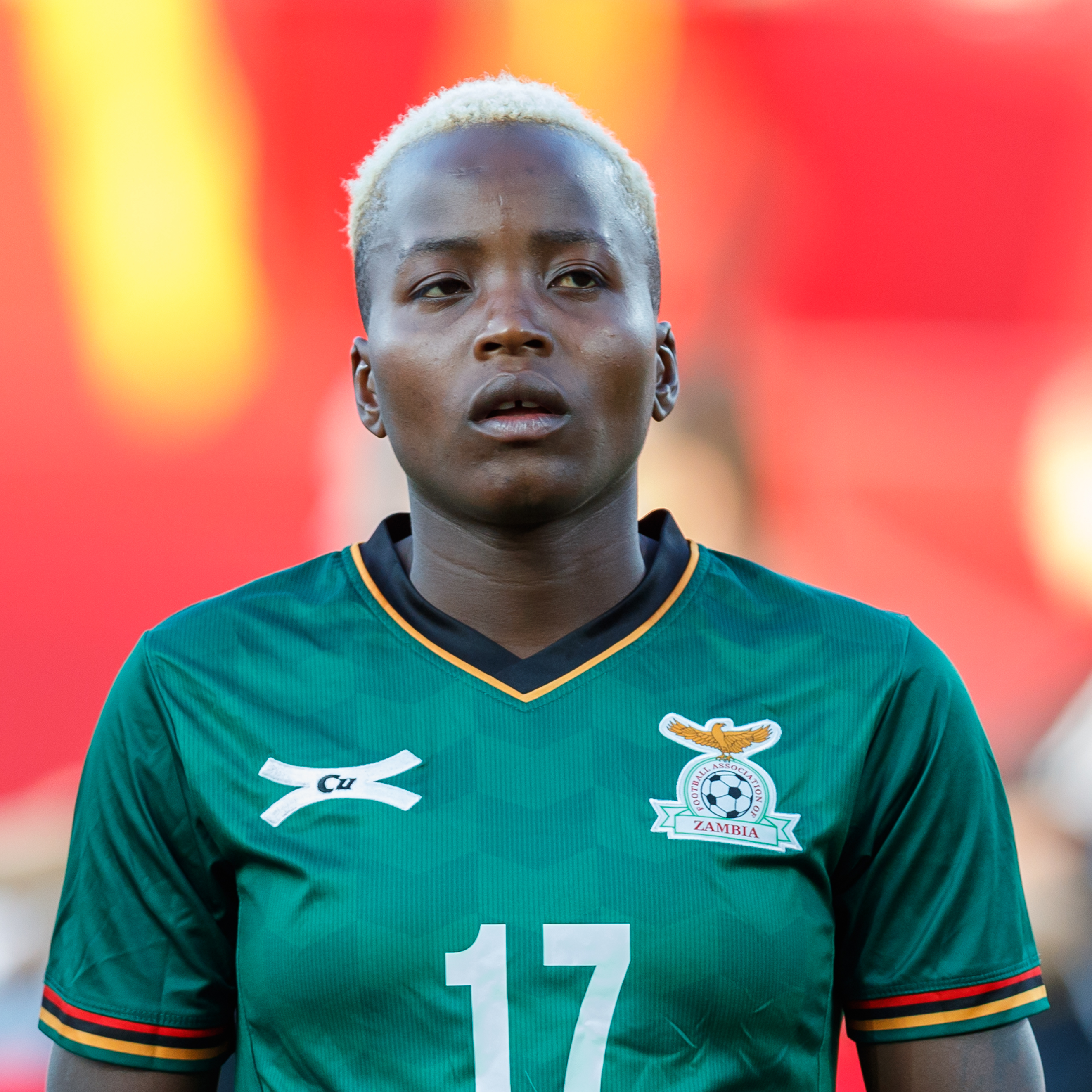
Racheal Kundananji, a női labdarúgás történetének legdrágább játékosa, 805 ezer euróért (862 ezer dollár) váltott csapatot 2024-ben

Ez a szócikk a női labdarúgás történetének legdrágább átigazolásait tárgyalja, kezdetektől a napjainkig. Az első feljegyzett átigazolás a női labdarúgásban Molly Walker nevéhez fűződik, aki 1918-ban a Lancaster Ladies csapatától szerződött a Dick, Kerr Ladieshez. Az első bejegyzett rekordot pedig Milene Domingues 2002-es igazolásához fűződik, mikor a Rayo Vallecano leigazolta a Fiammamonzától.
A jelenlegi rekordot a zambiai Racheal Kundananji tartja, akit 685 ezer fontért igazolt a Bay FC együtteséhez 2024 nyarán a Madrid CFF-ből.

## A legdrágább igazolások
Sofie Svava, Jill Roord, Lena Oberdorf and Barbra Banda is kétszer szerepelnek a listán. 
A listán szereplő játékosok között az (OFC kivételével mindegyik kontinentális régió (UEFA), CONMEBOL, CONCACAF, AFC, (CAF) legalább egy képviselőt szerepeltet.
2024. július 17-től.
| #  | Játékos                | Honnan            | Hova                | Poszt       | Ár     | Ár     | Ár     | Év   | For.                 |
| #  | Játékos                | Honnan            | Hova                | Poszt       | £ ezer | € ezer | $ ezer | Év   | For.                 |
| -- | ---------------------- | ----------------- | ------------------- | ----------- | ------ | ------ | ------ | ---- | -------------------- |
| 1  | Racheal Kundananji     | Madrid            | Bay                 | csatár      | £685   | €805   | $862   | 2024 | [ 1 ] [ 2 ]          |
| 2  | Barbra Banda           | Sanghaj Sengli    | Orlando Pride       | csatár      | £582   | €681   | $740   | 2024 | [ 3 ]                |
| 3  | Mayra Ramírez          | Levante           | Chelsea             | csatár      | £426   | €500   | $544   | 2024 | [ 4 ]                |
| 4  | Keira Walsh            | Manchester City   | Barcelona           | középpályás | £400   | €470   | $470   | 2022 | [ 9 ] [ 10 ]         |
| 5  | Tarciane               | Corinthians       | Houston Dash        | hátvéd      | £390   | €453   | $485   | 2024 | [ 11 ]               |
| 6  | Lena Oberdorf          | VfL Wolfsburg     | Bayern München      | középpályás | £384   | €450   | $484   | 2024 | [ 12 ]               |
| 7  | Kika Nazareth          | Benfica           | Barcelona           | csatár      | £339   | €400   | $432   | 2024 | [ 13 ]               |
| 8  | Ewa Pajor              | VfL Wolfsburg     | Barcelona           | csatár      | £338   | €400   | $429   | 2024 | [ 14 ]               |
| 9  | Jill Roord             | VfL Wolfsburg     | Manchester City     | középpályás | £300+  | €350+  | $382+  | 2023 | [ 15 ] [ 16 ]        |
| 10 | Kyra Cooney-Cross      | Hammarby          | Arsenal             | középpályás | £301   | €350   | $373   | 2023 | [ 17 ]               |
| 11 | Lindsey Horan          | Portland Thorns   | Lyon                | középpályás | £258   | €300   | $329   | 2023 | [ 18 ] [ 19 ]        |
| 11 | Geyse                  | Barcelona         | Manchester United   | csatár      | £256   | €300   | $326   | 2023 | [ 20 ]               |
| 13 | Scarlett Camberos      | Club América      | Angel City          | csatár      | £250+  | €285+  | $308+  | 2023 | [ 21 ]               |
| 14 | Pernille Harder        | VfL Wolfsburg     | Chelsea             | középpályás | £250   | €280   | $334   | 2020 | [ 24 ] [ 23 ]        |
| 14 | Bethany England        | Chelsea           | Tottenham Hotspur   | csatár      | £250   | €284   | $301   | 2023 | [ 25 ]               |
| 14 | Jessie Fleming         | Chelsea           | Portland Thorns     | középpályás | £250   | €293   | $317   | 2024 | [ 26 ]               |
| 17 | Olivia Smith           | Sporting          | Liverpool           | középpályás | £212   | €250   | $269   | 2024 | [ 27 ]               |
| 18 | Milene Domingues       | Fiammamonza       | Rayo Vallecano      | középpályás | £200   | €235   | $310   | 2002 | [ 24 ] [ 28 ] [ 29 ] |
| 18 | Laura Blindkilde Brown | Aston Villa       | Manchester City     | középpályás | £200   | €234   | $254   | 2024 | [ 30 ]               |
| 20 | Thembi Kgatlana        | Racing Louisville | Tigres              | csatár      | £237   | €277   | $300   | 2023 | [ 31 ]               |
| 21 | Lauren James           | Manchester United | Chelsea             | csatár      | £200   | €234   | $270   | 2021 | [ 24 ] [ 33 ]        |
| 22 | Mia Fishel             | Tigres            | Chelsea             | csatár      | £196   | €227   | $250   | 2023 | [ 34 ]               |
| 23 | Sofie Svava            | VfL Wolfsburg     | Real Madrid         | hátvéd      | £173   | €200   | $228   | 2022 | [ 28 ]               |
| 24 | Hanna Bennison         | Rosengård         | Everton             | középpályás | £185   | €160   | $189   | 2021 | [ 28 ]               |
| 25 | Gabby George           | Everton           | Manchester United   | hátvéd      | £150   | €175   | $186   | 2023 | [ 35 ]               |
| 26 | Temwa Chawinga         | Kvarnsvedens IK   | Vuhan Csianghan     | csatár      | £128+  | €150+  | $167+  | 2020 | [ 36 ]               |
| 26 | Julie Blakstad         | Rosenborg BK      | Manchester City     | középpályás | £128+  | €150+  | $189+  | 2022 | [ 37 ] [ 38 ]        |
| 26 | Mary Fowler            | Montpellier       | Manchester City     | csatár      | £128+  | €150+  | $189+  | 2022 | [ 37 ] [ 39 ]        |
| 26 | Tainara                | Bordeaux          | Bayern München      | hátvéd      | £128+  | €150+  | $189+  | 2022 | [ 37 ]               |
| 30 | Phallon Tullis-Joyce   | OL Reign          | Manchester United   | kapus       | £130   | €150   | $160   | 2023 | [ 40 ]               |
| 30 | Jackie Groenen         | Manchester United | Paris Saint-Germain | középpályás | £130   | €150   | $150   | 2022 | [ 41 ]               |
| 30 | Asisat Oshoala         | Barcelona         | Bay                 | csatár      | £127   | €150   | $162   | 2024 | [ 42 ]               |
| 30 | Barbra Banda           | EDF Logroño       | Sanghaj Sengli      | csatár      | £128   | €150   | $167   | 2020 | [ 43 ]               |
| 34 | Tabitha Chawinga       | Kvarnsvedens IK   | Csiangszu Szuning   | csatár      | £129   | €147   | $180   | 2018 | [ 44 ]               |
| 35 | Nathalie Björn         | Everton           | Chelsea             | hátvéd      | £125   | €145   | $159   | 2024 | [ 45 ]               |
| 35 | Lina Hurtig            | Juventus          | Arsenal             | csatár      | £125   | €136   | $136   | 2022 | [ 46 ]               |
| 37 | Sophie Román Haug      | AS Roma           | Liverpool           | csatár      | £100   | €117   | $125   | 2023 | [ 27 ]               |
| 38 | Haszegava Jui          | West Ham          | Manchester City     | középpályás | £100+  | €114+  | $114+  | 2022 | [ 47 ]               |
| 39 | Isabell Herlovsen      | Lillestrøm SK     | Csiangszu Szuning   | csatár      | £98    | €110   | $130   | 2017 | [ 48 ]               |
| 40 | Ellie Carpenter        | Portland Thorns   | Lyon                | hátvéd      | £98    | €110   | $123   | 2020 | [ 24 ]               |
| 41 | Jill Roord             | Arsenal           | VfL Wolfsburg       | középpályás | £87+   | €100+  | $122   | 2021 | [ 49 ]               |
| 42 | Paula Tomás            | Levante           | Aston Villa         | hátvéd      | £84+   | €100+  | $108+  | 2024 | [ 50 ]               |
| 43 | Griedge Mbock Bathy    | EA Guingamp       | Lyon                | hátvéd      | £89    | €100   | $113   | 2015 | [ 51 ]               |
| 43 | Valérie Gauvin         | Montpellier       | Everton             | csatár      | £85    | €100   | $122   | 2020 | [ 24 ]               |
| 43 | Damaris Egurrola       | Everton           | Lyon                | középpályás | £89    | €100   | $121   | 2021 | [ 52 ]               |
| 43 | Nikita Parris          | Lyon              | Arsenal             | csatár      | £86    | €100   | $119   | 2021 | [ 53 ]               |
| 43 | Laia Codina            | Barcelona         | Arsenal             | hátvéd      | £86    | €100   | $109   | 2023 | [ 54 ]               |
| 48 | Lena Oberdorf          | SGS Essen         | VfL Wolfsburg       | középpályás | £85    | €100   | $110   | 2020 | [ 55 ]               |
| 48 | Freja Olofsson         | Racing Louisville | Real Madrid         | középpályás | £85+   | €100+  | $100+  | 2022 | [ 56 ] [ 57 ]        |
| 50 | Sofie Svava            | Rosengård         | VfL Wolfsburg       | hátvéd      | £84    | €99    | $121   | 2020 | [ 58 ]               |

1. 1 2 3  Akár €540 000 / £461 000 összeget is elérheti.[5] A Forbes €500 000 euró összeget jelentett,[6][7] de a £400 000 összeg az, ami a leginkább elfogadott.[8][5]
2. ↑  A játékos kivásárlási ára.
3. ↑  A Sky Sports brit rekordként jelentette az átigazolást.
4. 1 2  Az összeg €300 000 is emelkedhet.
5. 1 2  Bónuszokkal együtt.
6. 1 2  Egyes jelentések szerint €350 000 is lehet az összeg;[22] a hivatalos összeg viszont £250 000.[23]
7. ↑  Bónuszokkal együtt. Azok nélkül £70 000 körül.[32]
8. 1 2  Bónuszokkal együtt.[41]
9. ↑  Bónuszokkal együtt